# Навчальні заняття
Навча́льні заня́ття (аудито́рні заня́ття) — лекції, лабораторні , практичні, семінарські заняття тривають дві академічні години з перервами між ними і проводяться за розкладом. Такі заняття називають «парами», оскільки вони є спареними.